# Soul SirkUS
Soul SirkUs est un groupe de hard rock américain. Il est actif entre 2003 et 2005 composé de Jeff Scott Soto au chant, Neal Schon à la guitare, Marco Mendoza à la basse et Deen Castronovo à la batterie. Le groupe sort un unique album studio World Play en 2005.

## Biographie
Après avoir échoué sur son projet Planet Us avec Sammy Hagar qui refusait de produire un album, Neal Schon est déterminé à publier ce qui lui tient tant à cœur. Pour Schon, « j'avais les glandes, parce qu'on bossait et pré-enregistrait. J'ai écris [sic] plein de morceaux, plus de 30, et j'avais le temps et la motivation pour les enregistrer. [...] Quelques jours plus tard, je me suis calmé, j'ai rassemblé mes forces, et recruté d'autres gars. »
Schon a entendu la réputation de Soto, en particulier grâce à la couverture médiatique engendrée par le site melodicrock.com, qui détaillait son parcours et celui du groupe Talisman. Au NAMM Show annuel organisé à Los Angeles en 2004, Schonfait la rencontre de Soto et le teste avec une jam session.
Au début de 2005, avec un album terminé (mais uniquement disponible sur le site web de Soul SirkUS), le groupe est forcé de repousser sa première tournée, Castronovo étant tombé malade à cause d'un très grand épuisement. Peu après, Castronovo est retiré de Soul Sirkus sous les recommandations de son médecin et est remplacé par le batteur australien Virgil Donati. Schon décide de tirer parti du style unique de Donati et remixed l'album World Play en y intégrant les morceaux de batterie de Donati, ainsi que cinq morceaux supplémentaires. La nouvelle formation effectue une tournée américaine et européenne.
La version remixée de World Play est rééditée avec une nouvelle couverture et publiée en Europe par le label Frontiers Records. Un concert est joué au théâtre Fillmore de San Francisco et enregistré pour un DVD, qui ne sera jamais publié. Le groupe se sépare la même année.
À l'été 2006, Soto devient chanteur temporaire pour le groupe Journey.

## Discographie
- World Play (3 éditions) :

1. boitier noir : originale (avec Deen) ;
2. boitier vert : édition remasterisée américaine ;
3. boitier jaune : 3a. éditions européenne et japonaise.